# Список оригінальних серіалів розповсюджуваних Disney+
Disney+ — це американський інтернет-сервіс у форматі «відео за запитом» від Walt Disney Direct-to-Consumer & International, підрозділу The Walt Disney Company. Запуск сервісу в Сполучених Штатах відбувся 12 листопада 2019 року. Він фокусується на кіно та телевізійному контенті від Walt Disney Studios та Walt Disney Television. Сервіс має нові оригінальні фільми й телесеріали, включаючи контент від Disney, Pixar, Marvel, Lucasfilm, National Geographic та 20th Century Fox.

## Оригінальні серіали

### Драма
| Назва                               | Жанр                                                                   | Прем'єра             | Кількість серій    | Час         | Статус                                                               |
| ----------------------------------- | ---------------------------------------------------------------------- | -------------------- | ------------------ | ----------- | -------------------------------------------------------------------- |
| Мандалорець                         | Космічна опера, космічний вестерн                                      | 12 листопада 2019    | 2 сезони, 16 серій | 34–55 хв.   | Прем'єра 3-го сезону намічена на лютий 2023. Продовжено на 4-й сезон |
| Правильні речі                      | Історична драма                                                        | 9 жовтня 2020        | 1 сезон, 8 серій   | 46-53 хв.   | Завершено                                                            |
| ВандаВіжен                          | драма, супергероїка, фентезі, ситком                                   | 15 січня 2021        | 1 сезон, 9 серій   | 31-51 хв.   | Мінісеріал                                                           |
| Сокіл та Зимовий солдат             | Бойовик, супергероіка, фентезі, драма                                  | 19 березня 2021      | 1 сезон, 6 серій   | 51–62 хв.   | Мінісеріал                                                           |
| Локі                                | Бойовик, супергероіка, фентезі, драма                                  | 9 червня 2021        | 1 сезон, 6 серій   | 44–56 хв.   | Прем'єра другого сезону намічена на середину 2023 року               |
| Таємне товариство містера Бенедикта | Фільм-таємниця, пригодницький фільм                                    | 25 червня 2021       | 1 сезон, 8 серій   | 54–59 хв.   | Прем'єра 2-го сезону запланована на вересень 2022 р.                 |
| Соколине око                        | Бойовик, детектив, драма, кримінал, пригоди                            | 24 листопада 2021    | 1 сезон, 6 серій   | 42–62 хв.   | Мінісеріал                                                           |
| Книга Боби Фетта                    | Наукова фантастика, пригоди, драма, космічний вестерн                  | 29 грудня 2021 р.    | 1 сезон, 7 серій   | 40–62 хв.   | Немає даних                                                          |
| Місячний лицар                      | Драма, фентезі                                                         | 30 березня 2022 р.   | 6 серій            | 45–54 хв.   | Мінісеріал                                                           |
| Обі-Ван Кенобі                      | Екшн-проза, наукова фантастика, космічний вестерн, пригоди, фантастика | 27 травня 2022 р.    | 6 серій            | 39–56 хв.   | Мінісеріал                                                           |
| В очікуванні виходу                 |                                                                        |                      |                    |             |                                                                      |
| Андор                               | Наукова фантастика,пригоди, космічна опера, космічний вестерн          | 31 серпня 2022 р.    | 1 сезон, 12 серій  | Уточнюється | Продовжено на останній сезон                                         |
| Віллоу                              | Фентезійні пригоди                                                     | 30 листопада 2022 р. | Уточнюється        | Уточнюється | В очікуванні                                                         |

### Комедія
| Назва                           | Жанр                                        | Прем'єра             | Кількість серій    | Час       | Статус                                                                       |
| ------------------------------- | ------------------------------------------- | -------------------- | ------------------ | --------- | ---------------------------------------------------------------------------- |
| Класний мюзикл: Мюзикл          | Музичний фільм, мок'юментарі                | 12 листопада 2019 р. | 2 сезони, 22 серії | 31–41 хв. | Прем'єра 3-го сезону запланована на 27 липня 2022 р. Продовжено на 4-й сезон |
| Щоденник майбутнього президента | Комедійна драма                             | 17 січня 2020 р.     | 2 сезони, 20 серій | 27–36 хв. | Завершено                                                                    |
| Могутні качки:зміна гри         | Спортивний фільм, комедія                   | 26 березня 2021 р.   | 1 сезон, 10 серій  | 31–43 хв. | Оновлено                                                                     |
| Велика шишка                    | Спортивна комедія                           | 16 квітня 2021 р.    | 1 сезон, 10 серій  | 43–54 хв. | Оновлено                                                                     |
| Тернер і Гуч                    | Комедія, драма, кримінал                    | 21 липня 2021 р.     | 1 сезон, 12 серій  | 46–53 хв. | Завершено                                                                    |
| Лікарка Дугі Камеалоха          | Сімейний фільм                              | 8 вересня 2021 р.    | 1 сезон, 10 серій  | 30–41 хв. | Оновлено                                                                     |
| Просто за межею                 | Антологія надприродної комедії              | 13 жовтня 2021 р.    | 1 сезон, 8 серій   | 26–35 хв. | В очікуванні                                                                 |
| Міз Марвел                      | Драма, фентезі, наукова фантастика, пригоди | 8 червня 2022 р.     | 1 сезон, 6 серій   | 41–52 хв. | Мінісеріал                                                                   |
| В очікуванні виходу             |                                             |                      |                    |           |                                                                              |
| Вона-Галк: Адвокатка            | Фентезі, наукова фантастикая пригоди        | 17 серпня 2022 р.    | 1 сезон, 9 серій   | 30 хвилин | В очікуванні                                                                 |

### Анімація
| Назва                          | Жанр                                                              | Прем'єра            | Кількість серій   | Час         | Статус                                                                 |
| ------------------------------ | ----------------------------------------------------------------- | ------------------- | ----------------- | ----------- | ---------------------------------------------------------------------- |
| Зоряні війни: Бракована партія | Екшн, пригодницька фантастика, наукова фантастика                 | 4 травня 2021 р.    | 1 сезон, 16 серій | 26–76 хв.   | Прем'єра 2-го сезону запланована на 28 вересня 2022 р.                 |
| Монстри за роботою             | Комедія, мюзикл                                                   | 7 липня 2021 р.     | 1 сезон, 10 серій | 27–30 хв.   | Прем'єра другого сезону намічена на 2023 рік                           |
| Чіп і Дейл: Життя у парку      | Дитячий фільм, комедія                                            | 28 липня 2021 р.    | 1 сезон, 12 серій | 23 хв       | Оновлено                                                               |
| А що як...?                    | Телесеріал, мальована анімація, телесеріал-антологія, мультсеріал | 11 серпня 2021 р.   | 1 сезон, 9 серій  | 32–38 хв.   | Прем'єра 2 сезону намічена на початок 2023 року. Продовжено на 3 сезон |
| В очікуванні виходу            |                                                                   |                     |                   |             |                                                                        |
| Я є Ґрут                       | Анімаційний серіал                                                | 10 серпня 2022 р.   | 1 сезон, 5 серій  | Уточнюється | Оновлений                                                              |
| Тачки в дорозі                 | Анімаційна комедія                                                | 8 вересня 2022      | 1 сезон, 9 серій  | Уточнюється | В очікуванні                                                           |
| Зоотрополіс+                   | Анімаційна комедія                                                | 9 листопада 2022 р. | 1 сезон, 6 серій  | Уточнюється | В очікуванні                                                           |

## Заплановані серіали
| Назва                              | Жанр                                            | Прем'єра         | Кількість серій   | Час         | Статус                    |
| ---------------------------------- | ----------------------------------------------- | ---------------- | ----------------- | ----------- | ------------------------- |
| Таємне вторгнення                  | Супергеройський екшен                           | Початок 2023     | 6 серій           | 40-50 хв.   | Постпродакшн              |
| Відлуння                           | Супергеройський екшен                           | Середина 2023 р. | Уточнюється       | Уточнюється | Зйомки фільму             |
| Залізне серце                      | Супергеройський екшен                           | Кінець 2023      | 6 серій           | Уточнюється | Зйомки фільму             |
| Асока                              | Космічна опера                                  | 2023             | Уточнюється       | Уточнюється | Зйомка                    |
| Шибайголова: Воскресіння           | Супергеройський екшен                           | Початок 2024     | 1 сезон, 18 серій | Уточнюється | Підготовка до виробництва |
| Аґата: Дім Гаркнесс                | Надприродний супергеройський комедійний бойовик | Кінець 2023 р.   | Уточнюється       | Уточнюється | Підготовка до виробництва |
| Зоряні війни: Пригоди юних джедаїв | Космічна опера                                  | Початок 2023 р.  | Уточнюється       | Уточнюється | У виробництві             |
| Тіана                              | Музична комедія                                 | Середина 2023 р. | Уточнюється       | Уточнюється | У виробництві             |
| Люди Ікс'97                        | Супергеройская драма                            | Кінець 2023      | 1 сезон, 10 серій | Уточнюється | У виробництві             |
| Людина-павук:Рік першокурсника     | Уточнюється                                     | 2024 рік         | Уточнюється       | Уточнюється | У виробництві             |
| Ваяна:Серіал                       | Музичний                                        | 2024             | Уточнюється       | Уточнюється | У виробництві             |
| Зомбі Marvel                       | Супергеройський жах                             | 2024             | Уточнюється       | Уточнюється | У виробництві             |
| Персі Джексон та Олімпійці         | Фантастична пригода                             | Уточнюється      | 1 сезон, 8 серій  | Уточнюється | Зйомки фільму             |